# Leitner Ropeways

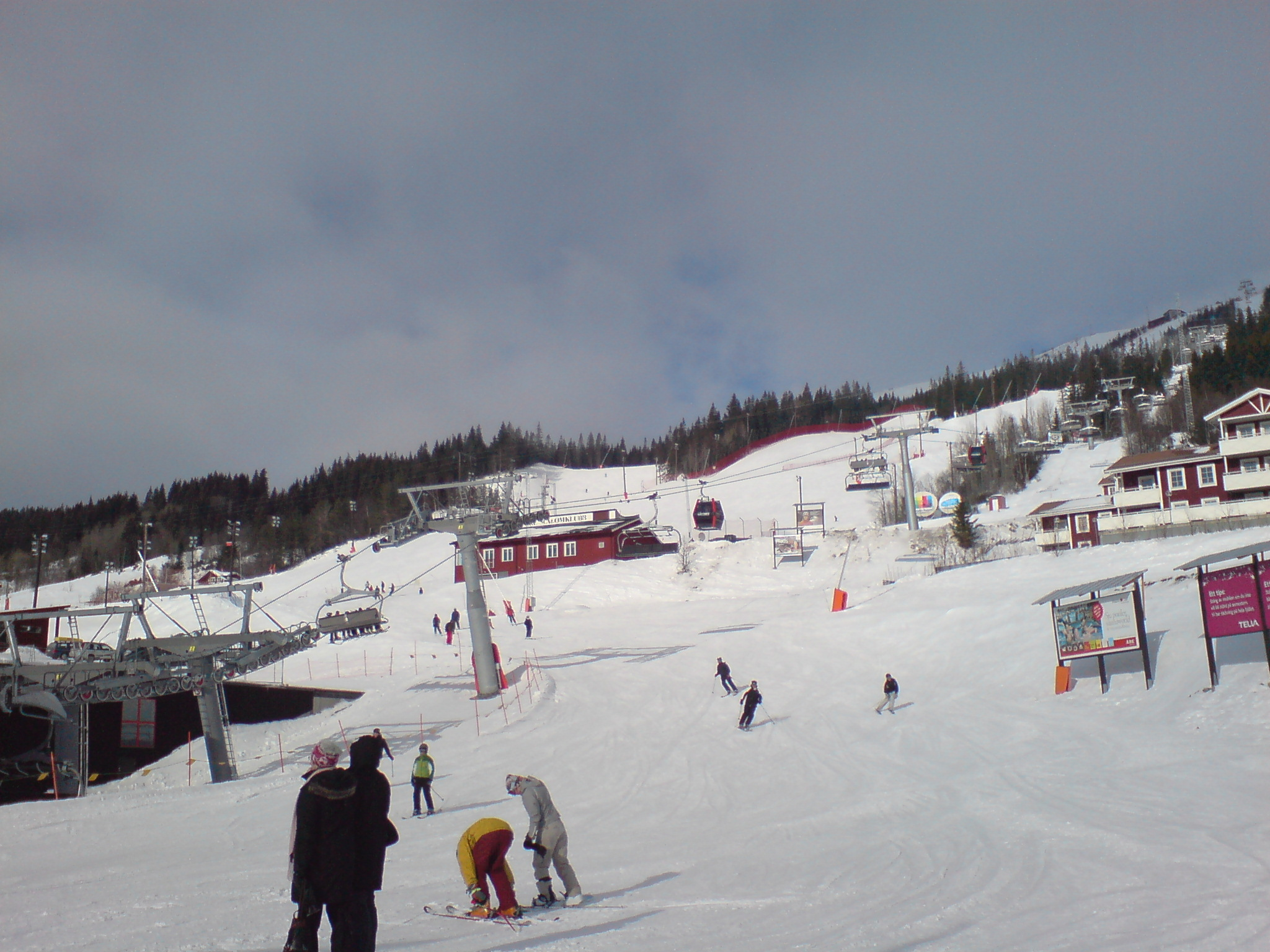
VM8:an i Åre

Leitner Ropeways är ett italienskt byggföretag från Sydtyrolen som främst tillverkar skidliftar och andra linbanor. Företaget startades 1888 av Gabriel Leitner senior och har sedan dess blivit en av världens största linbanetillverkare. Leitner har i modernare tid blivit den vanligaste tillverkaren av tyngre installationer som skandinaviska skidorter anlitar.

## Tillverkningar i Sverige
Leitner har i Sverige tillverkat följande liftar:
- Idre Fjäll
  - 4-stol väst, fast 4-stol
  - Talliften, Bygellift väst
  - Ost 6an, 6-stol ost
  - Ostknappen, knapplift
  - Sydgondolen

- Åre
  - Duveds linbana, kopplingsbar 6-stol med huvar
  - VM8:an, kopplingsbar 8/8-telemix, första telemixen i Sverige
  - VM6:an, kopplingsbar 6-stol
  - Hummelliften, fast 4-stol
  - Tegeliften, fast 4-stol
  - Fjällgårdsexpressen, kopplingsbar 6-stol
  - Sadelexpressen, kopplingsbar 6-stol med huvar och sätesvärmare (Sveriges första med sätesvärme)
  - Stjärnliften, kopplingsbar 6-stol
  - Hermelinliften, ankarlift
  - Mini-Tege, knapplift

- Vemdalen
  - Grizzly Express, kopplingsbar 6-stol
  - Hovde Express, kopplingsbar 6-stol
  - Pass Express, kopplingsbar 6-stol
  - Klövsjö Express, kopplingsbar 6-stol
  - Skalet Express, kopplingsbar 6-stol
  - Väst Express, kopplingsbar 6-stol
  - Panda, knapplift
  - Barnliften, knapplift

- Funäsdalen
  - Kåvan Express, kopplingsbar 6-stol
  - Parkliften, ankarlift
  - Funäsgondolen/Byliften, kopplingsbar gondollift

- Sälen
  - 6-stolen, kopplingsbar 6-stol (Stöten)
  - Vargknappen, knapplift (Stöten)
  - Lavenliften, ankarlift (Hundfjället)
  - Trolliften, knapplift (Hundfjället)
  - West Express, kopplingsbar 8-stol, med huvar och sätesvärmare (Hundfjället)
  - Parliftarna, ankarliftar (Tandådalen)

- Lofsdalen
  - Lången Express, kopplingsbar 6-stol
  - Toppen Express, kopplingsbar 6-stol med huvar och svajningsdämpare
  - Snölandet, knapplift

- Romme Alpin
  - Snöberget Express, kopplingsbar 6-stol
  - Solklinten Express, kopplingsbar 6-stol
  - Nord Express, kopplingsbar 6-stol

- Dundret
  - Dundret Express, kopplingsbar 6-stol

- Tänndalen
  - Hamra Komfort, kopplingsbar 6-stol med  huvar och sätesvärmare
  - Hamra, ankarlift